# Tadaaki Hirakawa
Tadaaki Hirakawa (平川 忠亮?, Hirakawa Tadaaki; Shizuoka, 1º maggio 1979) è un allenatore di calcio ed ex calciatore giapponese, di ruolo centrocampista, assistente tecnico degli Urawa Reds.

## Palmarès

### Giocatore

#### Club

##### Competizioni nazionali
- Coppa dell'Imperatore: 3

Urawa Red Diamonds: 2005, 2006, 2018
- Supercoppa del Giappone: 1

Urawa Red Diamonds: 2006
- Campionato giapponese: 1

Urawa Red Diamonds: 2006
- Coppa J. League: 1

Urawa Red Diamonds: 2016

##### Competizioni internazionali
- AFC Champions League: 2

Urawa Red Diamonds: 2007, 2017
- Coppa Suruga Bank: 1

Urawa Red Diamonds: 2017